# Тентексай (Келеський район)
Тентекса́й (каз. Тентексай) — село у складі Келеського району Туркестанської області Казахстану. Входить до складу Бозайського сільського округу.
Населення — 433 особи (2021; 544 у 2009, 698 у 1999).